# 江可宗
江可宗（1918年—1997年），男，江西临川人，中国力学教育家，曾任上海交通大学工程力学研究所副所长、教授，中国力学学会理事。